# Lester Piggott
Lester Keith Piggott (* 5. November 1935 in Wantage; † 29. Mai 2022 in Genf, Schweiz) war ein britischer Jockey und Galopptrainer. Er ist der bisher erfolgreichste europäische Jockey.

## Jugend
Bereits sein Großvater Ernie Piggott war im Pferderennsport tätig und gewann unter anderem das Grand National in den Jahren 1912, 1918 und 1919. Sein Vater Keith war in der Saison 1962/63 britischer Hindernisrennsport-Meister der Trainer. Auch seine Mutter Iris stammte aus einer Jockey-Familie. Bereits im Alter von 12 Jahren gewann Lester Piggott 1948 sein erstes Rennen. Mit einer Körpergröße von 1,73 m war Piggott für einen Jockey ungewöhnlich groß und er erwarb sich deshalb den Spitznamen „The Long Fellow“.

## Laufbahn als Jockey
Mit 18 holte er sich 1954 seinen ersten Sieg im britischen Derby. Mit 8 weiteren Siegen wurde er zum Rekordhalter in diesem Rennen. Insgesamt war er in England 11-mal der erfolgreichste Jockey des Jahres. Von 1955 bis 1985 erzielte er in 25 Jahren über 100 Siege pro Jahr. Auch international war er sehr gefragt und er gewann in 27 verschiedenen Ländern, darunter jeweils drei Siege im Prix de l’Arc de Triomphe und im Deutschen Derby.

## Zwischenspiel als Trainer
1985 beendete er zunächst seine Jockey-Karriere und wurde erfolgreicher Trainer. Seine Karriere erreichte 1987 ihren Tiefpunkt, als er wegen Steuerhinterziehung in Höhe von 3 Millionen Pfund zu drei Jahren Gefängnis verurteilt wurde. Wegen guter Führung wurde er nach einem Jahr und einem Tag vorzeitig entlassen. Wegen dieses Skandals wurde ihm 1988 auch der 1975 verliehene Titel eines OBE aberkannt.

## Fortgesetzte Laufbahn als Jockey
Nach seiner vorzeitigen Haftentlassung nahm er seine Jockey-Karriere wieder auf und gewann bereits 10 Tage später die wichtige Breeders’ Cup Mile in den USA. Mit den Englischen 2000 Guineas gewann er 1992 noch einmal einen großen Klassiker. 1994 gewann er letztmals ein Rennen, und zwar auf dem Haydock Park Racecourse in Merseyside, wo er 1948 sein erstes Rennen gewonnen hatte. 1995 folgte schließlich sein endgültiger Abschied vom Rennsport.

## Lester Piggott in Deutschland
In Deutschland wurde Lester Piggott als Reiter von Orsini aus dem Gestüt Erlenhof bekannt. Dem Pferd wurde das erforderliche Stehvermögen abgesprochen, um bei bedeutenden Rennen gegen Mitbewerber wie Windfang bestehen zu können. Beim Kölner Union-Rennen im Juni 1957 war Orsini gegen Windfang unterlegen. Der Trainer des Gestüts Erlenhof engagierte den erst 21 Jahre alten Lester Piggott für das Deutsche Derby 1957. Piggott gelang es, durch ein geschickt eingeteiltes Rennen mit Orsini den Sieg zu erlangen.
Deutsche Besitzer und Trainer bemühten sich seitdem, Piggott als Jockey für ihre Pferde zu gewinnen. Im Deutschen Derby 1968 startete er mit Literat als Favorit. Auf der Zielgeraden verletzte sich Literat bei einer Rempelei. Da Piggott das Rennen nicht abbrach, sondern das Pferd chancenlos ins Ziel trieb, war dessen Rennkarriere irreparabel beendet. Der Besitzer Walther J. Jacobs und der Trainer gaben Piggott die Schuld an dem entstandenen Schaden. Sein Ruf hatte damit im deutschen Pferdesport und in Reiterkreisen sehr gelitten. Er gewann nie wieder das Deutsche Derby.

## Gesundheit und Tod
Im Jahr 2007 verbrachte Piggot aufgrund akuter Herzprobleme längere Zeit auf der Intensivstation eines Krankenhauses. Lester Piggot starb am Morgen des 29. Mai 2022 im Alter von 86 Jahren in einem Genfer Krankenhaus.

## Erfolge

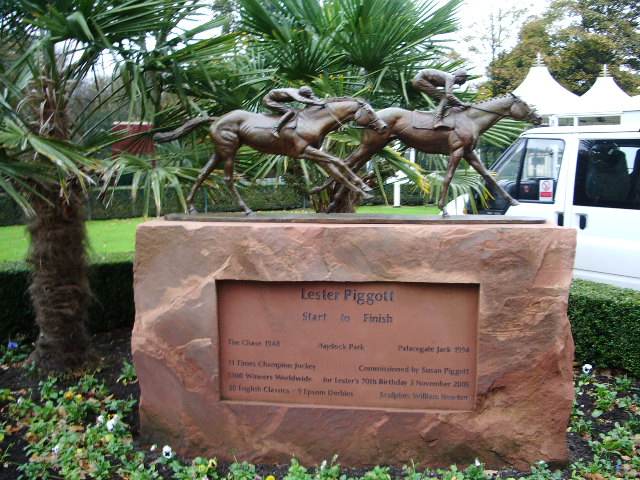
Gedenkstein zu Ehren seines 70. Geburtstages, im Haydock Park Racecourse, in Merseyside, wo seine Jockeykarriere begann.

Lester Piggott gewann 59 klassische Rennen in Europa. 7-mal die 1000 Guineas, 8-mal die 2000 Guineas, 20-mal das Derby (davon 3-mal in Deutschland), 13-mal die Oaks und 11-mal das St. Leger. Der Nächstplatzierte in der „ewigen Bestenliste“ ist William Carson, der insgesamt 38 klassische Rennen gewann.
 Vereinigtes Königreich
- 1,000 Guineas – (2) – Humble Duty (1970), Fairy Footsteps (1981)
- 2,000 Guineas – (5) – Crepello (1957), Sir Ivor (1968), Nijinsky (1970), Shadeed (1985), Rodrigo de Triano (1992)
- Ascot Gold Cup – (11) – Zarathustra (1957), Gladness (1958), Pandofell (1961), Twilight Alley (1963), Fighting Charlie (1965), Sagaro (1975, 1976 & 1977), Le Moss (1979), Ardross (1981 & 1982)
- Champion Stakes – (5) – Petite Etoile (1959), Pieces of Eight (1966), Sir Ivor (1968), Giacometti (1974), Rodrigo de Triano (1992)
- Cheveley Park Stakes – (4) – Fleet (1966), Lalibela (1967), Durtal (1976), Marwell (1980)
- Cork and Orrery Stakes (Golden Jubilee Stakes) – (9) – Right Boy (1958 & 1959), Tin Whistle (1960), El Gallo (1963), Mountain Call (1968), Welsh Saint (1970), Saritamer (1974), Thatching (1979), College Chapel (1993)
- Coronation Cup – (9) – Zucchero (1953), Nagami (1959), Petite Etoile (1960 & 1961), Park Top (1969), Roberto (1973), Quiet Fling (1976), Sea Chimes (1980), Be My Native (1983)
- Coronation Stakes – (5) – Aiming High (1961), Calve (1972), Lisadell (1974), Roussalka (1975), Chalon (1982)
- Derby – (9) – Never Say Die (1954), Crepello (1957), St Paddy (1960), Sir Ivor (1968), Nijinsky (1970), Roberto (1972), Empery (1976), The Minstrel (1977), Teenoso (1983)
- Dewhurst Stakes – (10) – Crepello (1956), Follow Suit (1962), Ribofilio (1968), Nijinsky (1969), Crowned Prince (1971), Cellini (1973), The Minstrel (1976), Try My Best (1977), Monteverdi (1979), Diesis (1982)
- Eclipse Stakes – (7) – Mystery IX (1951), Darius (1955), Arctic Explorer (1957), St Paddy (1961), Pieces of Eight (1966), Wolver Hollow (1969), Artaius (1977)
- Falmouth Stakes – (7) – Sylphide (1957), Green Opal (1960), Chrona (1966), Vital Match (1969), Chalon (1982), Niche (1993), Lemon Souffle (1994)
- Fillies’ Mile – (4) – Escorial (1973), Miss Pinkie (1976), Cherry Hinton (1977), Oh So Sharp (1984)
- Haydock Sprint Cup – (3) – Green God (1971), Abergwaun (1972), Moorestyle (1980)
- International Stakes – (5) – Dahlia (1974 & 1975), Hawaiian Sound (1978), Commanche Run (1985), Rodrigo de Triano (1992)
- July Cup – (10) – Vigo (1957), Right Boy (1958 & 1959), Tin Whistle (1960), Thatch (1973), Saritamer (1974), Solinus (1978), Thatching (1979), Moorestyle (1980), Mr Brooks (1992)
- King George VI and Queen Elizabeth Stakes – (7) – Meadow Court (1965), Aunt Edith (1966), Park Top (1969), Nijinsky (1970), Dahlia (1974), The Minstrel (1977), Teenoso (1984)
- King’s Stand Stakes – (7) – Right Boy (1957), Majority Rule (1963), Swing Easy (1971), Abergwaun (1973), Godswalk (1977), Solinus (1978), Never So Bold (1985)
- Lockinge Stakes – (6) – Sovereign Path (1960), The Creditor (1964), Sparkler (1973), Belmont Bay (1981), Polar Falcon (1991), Swing Low (1993)
- Middle Park Stakes – (6) – Petingo (1967), Steel Heart (1974), Junius (1978), Mattaboy (1980), Cajun (1981), Diesis (1982)
- Nassau Stakes – (5) – Aunt Edith (1965), Haymaking (1966), Cheveley Princess (1973), Roussalka (1975 & 1976)
- Nunthorpe Stakes – (7) – Right Boy (1958 & 1959), Matatina (1963), Caterina (1966), Tower Walk (1969), Swing Easy (1971), Solinus (1978)
- Oaks – (6) – Carrozza (1957), Petite Etoile (1959), Valoris (1966), Juliette Marny (1975), Blue Wind (1981), Circus Plume (1984)
- Prince of Wales’s Stakes – (3) – Gift Card (1973), Anne's Pretender (1976), Crimson Beau (1979)
- Queen Anne Stakes – (5) – Sparkler (1972), Baptism (1979), Belmont Bay (1981), Mr Fluorocarbon (1982), Trojan Fen (1984)
- Queen Elizabeth II Stakes – (4) – The Creditor (1963), Linacre (1964), Hill Rise (1966), To-Agori-Mou (1981)
- Racing Post Trophy – (5) – Ribocco (1966), Noble Decree (1972), Apalachee (1973), Dunbeath (1982), Lanfranco (1984)
- St. James’s Palace Stakes – (5) – Roan Rocket (1964), Petingo (1968), Thatch (1973), Jaazeiro (1978), Bairn (1985)
- St. Leger – (8) – St Paddy (1960), Aurelius (1961), Ribocco (1967), Ribero (1968), Nijinsky (1970), Athens Wood (1971), Boucher (1972), Commanche Run (1984)
- Sun Chariot Stakes – (6) – Popkins (1970), Cheveley Princess (1973), Swiss Maid (1978), Topsy (1979), Snow (1980), Home on the Range (1981)
- Sussex Stakes – (6) – Petite Etoile (1959), Roan Rocket (1964), Petingo (1968), Thatch (1973), Artaius (1977), Jaazeiro (1978)
- Yorkshire Oaks – (4) – Petite Etoile (1959), Parthian Glance (1966), Shoot A Line (1980), Awaasif (1982)

 Kanada
- Canadian International Stakes – (1) – Dahlia (1974)

 Frankreich
- Grand Critérium (Prix Jean-Luc Lagardère) – (3) – Sir Ivor (1967), Breton (1969), My Swallow (1970)
- Grand Prix de Paris – (2) – Roll of Honour (1970), Sagaro (1974)
- Grand Prix de Saint-Cloud – (1) – Teenoso (1984)
- Poule d’Essai des Pouliches – (2) – Rajput Princess (1964), River Lady (1982)
- Prix de l’Abbaye de Longchamp – (4) – Tower Walk (1969), Balidar (1970), Moorestyle (1980), Mr Brooks (1992)
- Prix de l’Arc de Triomphe – (3) – Rheingold (1973), Alleged (1977 & 1978)
- Prix de Diane – (3) – Mrs Penny (1980), Madam Gay (1981), Lypharita (1985)
- Prix de la Forêt – (2) – Moorestyle (1980 & 1981)
- Prix Ganay – (1) – Trillion (1978)
- Prix Jacques Le Marois – (1) – Nonoalco (1974)
- Prix Jean Prat – (3) – Speedy Dakota (1975), Dom Racine (1978), Night Alert (1980)
- Prix du Jockey Club – (1) – Hard to Beat (1972)
- Prix Lupin – (2) – Hard to Beat (1972), Persépolis (1982)
- Prix Marcel Boussac – (3) – Vela (1969), Play It Safe (1981), Midway Lady (1985)
- Prix Maurice de Gheest – (4) – Mountain Call (1968), Abergwaun (1972), Moorestyle (1981), College Chapel (1993)
- Prix Morny – (2) – My Swallow (1970), Nonoalco (1973)
- Prix du Moulin de Longchamp – (3) – Habitat (1969), Gold Rod (1970), Sparkler (1973)
- Prix Rothschild – (1) – Topsy (1979)
- Prix Royal-Oak – (1) – Ardross (1981)
- Prix Saint-Alary – (1) – Nobiliary (1975)
- Prix de la Salamandre – (2) – My Swallow (1970), Nonoalco (1973)
- Prix Vermeille – (1) – Aunt Edith (1965)

 Deutschland
- Deutsches Derby – (3) – Orsini (1957), Fanfar (1963), Luciano (1967)
- Preis der Diana – (1) – On Dit (1967)
- Preis von Europa – (1) – Esprit du Nord (1983)

 Irland
- Irish 1000 Guineas – (2) – Favoletta (1971), Godetia (1979)
- Irish 2,000 Guineas – (3) – Decies (1970), Jaazeiro (1978), Rodrigo de Triano (1992)
- Irish Champion Stakes – (3) – Malacate (1976), Inkerman (1978), Commanche Run (1985)
- Irish Derby – (5) – Meadow Court (1965), Ribocco (1967), Ribero (1968), The Minstrel (1977), Shergar (1981)
- Irish Oaks – (3) – Santa Tina (1970), Juliette Marny (1975), Godetia (1979)
- Irish St. Leger – (3) – Dan Kano (1967), Caucasus (1975), Meneval (1976)
- Matron Stakes – (1) – Kalamaika (1978)
- Moyglare Stud Stakes – (1) – Lemon Souffle (1993)
- National Stakes – (4) – Cellini (1973), Sir Wimborne (1975), El Prado (1991), Fatherland (1992)
- Phoenix Stakes – (1) – Getaway (1958)
- Pretty Polly Stakes – (3) – Mariel (1971), Godetia (1979), Calandra (1980)
- Tattersalls Gold Cup – (2) – Cavo Doro (1973), Elegant Air (1985)

 Italien
- Derby Italiano – (3) – Bonconte di Montefeltro (1969), Cerreto (1973), Welnor (1984)
- Gran Criterium – (1) – Alhijaz (1991)
- Gran Premio del Jockey Club – (4) – Nagami (1958), Marco Visconti (1966), Awaasif (1983), Silvernesian (1992)
- Premio Presidente della Repubblica – (1) – Moulton (1973)
- Premio Roma – (3) – Irvine (1972), Noble Saint (1979), Old Country (1985)

 Singapur
- Singapore Derby – (1) – Saas Fee (1979)
- Queen Elizabeth II Cup – (2) – Jumbo Jet (1972)

 Slowakei
- Derby – (1) – Zimzalabim (1993)

 Vereinigte Staaten
- Breeders’ Cup Mile – (1) – Royal Academy (1990)
- Washington, D.C. International Stakes – (3) – Sir Ivor (1968), Karabas (1969), Argument (1980)